# Kleingebiet Kazincbarcika
Das Kleingebiet Kazincbarcika (ungarisch Kazincbarcikai kistérség) war bis Ende 2012 eine ungarische Verwaltungseinheit (LAU 1) innerhalb des Komitats Borsod-Abaúj-Zemplén in Nordungarn. Im Zuge der Verwaltungsreform von 2013 kamen 20 der 32 Ortschaften in den nachfolgenden Kreis Kazincbarcika (ungarisch Kazincbarcikai járás), 12 Ortschaften wechselten in den neu geschaffenen Kreis Putnok (ungarisch Putnoki járás).
Ende 2012 zählte das Kleingebiet auf 460,00 km² Fläche 57.972 Einwohner. Der Verwaltungssitz befand sich in Kazincbarcika.

## Städte
- Kazincbarcika (28.149 Ew.)
- Rudabánya (2.584 Ew.)

## Gemeinden
| Alsószuha  | Alsótelekes    | Bánhorváti  | Berente      | Dédestapolcsány |  |
| Dövény     | Felsőkelecsény | Felsőnyárád | Felsőtelekes | Imola           |  |
| Izsófalva  | Jákfalva       | Kánó        | Kurityán     | Mályinka        |  |
| Múcsony    | Nagybarca      | Ormosbánya  | Ragály       | Rudolftelep     |  |
| Sajógalgóc | Sajóivánka     | Sajókaza    | Szuhafő      | Szuhakálló      |  |
| Tardona    | Trizs          | Vadna       | Zádorfalva   | Zubogy          |  |